# 예산 간량리 당간지주
예산 간량리 당간지주(禮山 間良里 幢竿支柱)는 대한민국 충청남도 예산군 예산읍 간양리에 있는 삼국시대의 당간지주이다. 1984년 5월 17일 충청남도의 문화재자료 제180호로 지정되었다.

## 개요
당간지주는 당간(당이라는 불교의 기를 매달아두는 깃대)의 양쪽에 서서 이를 지탱해 주는 두 돌기둥을 이른다. 사찰의 입구에 세우며, 드물게 당간이 남아있는 예가 있으나, 대개 두 지주만이 남아있다. 이 당간지주가 서 있는 터에는 백제 혜왕(598년) 때 창건된 간양사가 150여년 전까지 남아 있었다고 하나 현재는 절터만 남아있다.
. 이 당간지주가 서 있는 터에는 백제 혜왕(598년) 때 창건된 간양사가 150여년 전까지 조그만 절 (사 찰)이 남아 있었다고 하나 현재는 절터만 남아있다. 당간지주는 오랜 세월 탓에 기둥만 남아 있고, 기둥 사이에 당간을 꽂던 받침돌은 없어졌다. 기둥의 안쪽면 아래·위 두 곳에는 기다란 당간을 흔들리지 않게 고정시키기 위한 구멍을 뚫어 놓았다.

## 참고 문헌
- 간량리당간지주 - 국가유산청 국가유산포털